# Каримов, Роман Леонидович
Роман Леонидович Каримов (род. 20 июня 1984, Уфа, СССР) — российский кинорежиссёр, сценарист, композитор.

## Биография
Родился в Уфе 20 июня 1984 года в ассирийско-татарской семье. В 2003 он уехал жить в Лондон, продюсировал короткометражки для BBC[уточнить] и делал кинотрейлеры и другие работы для телеканалов TV3, TV1000 и ZTV. Спустя два года вернулся в Россию.
Каримов срежиссировал три короткометражных фильма («Оптимист», «Квартира 29» и «Не волнуйся!»), работал проморежиссёром фильма «Платон» и режиссёром-постановщиком документального фильма «Профессия: юморист», главную роль в котором сыграл Вадим Галыгин.
«Не волнуйся» выиграл приз зрительских симпатий на фестивале «Моё кино», а «Квартира 29» — приз за лучший игровой фильм на фестивале КИНОТЕАТР.doc.
В 2010 был снят дебютный полнометражный фильм Каримова — комедия «Неадекватные люди». Картина завоевала гран-при кинофестиваля «Окно в Европу», проходившего в августе 2010 года, а также очень тепло была принята российскими кинозрителями, получив множество положительных отзывов.
Второй полный метр «Вдребезги» вошёл в основной конкурс 22-го кинофестиваля «Кинотавр» в 2011 году.

## Фильмография

### Режиссёр
- 2010 — Неадекватные люди
- 2011 — Вдребезги
- 2013 — Всё и сразу
- 2014 — Стартап
- 2017 — Чёрная вода
- 2017 — Гуляй, Вася!
- 2018 — Днюха!
- 2020 — Неадекватные люди 2
- 2021 — Гуляй, Вася 2
- 2023 — Дыхание[7]
- 2024 — Затерянные

### Сценарист
- 2010 — Неадекватные люди
- 2011 — Вдребезги
- 2013 — Всё и сразу
- 2017 — Чёрная вода
- 2017 — Гуляй, Вася!
- 2018 — Днюха!
- 2020 — Неадекватные люди 2
- 2021 — Гуляй, Вася 2
- 2023 — Дыхание
- 2024 — Затерянные